# Nicolas Mengin
Nicolas Mengin (1760-1842) was een Franse hoofdingenieur en architect, die ten dienste stond van keizer Napoleon Bonaparte. Nicolas Mengin ontwierp en tekende de twee oudste dokken van Antwerpen, Bonapartedok en Willemdok.
In 2006 was het precies 200 jaar geleden dat Napoleon zijn aannemers in Antwerpen de opdracht gaf om aan de dokken te beginnen. Maar het ontwerp voor het Bonapartedok kwam van Nicolas Mengin. Een héél belangrijk ingenieur, vertelt Albert Himler, die zelf jarenlang als ingenieur voor de Stad werkte. Tussen 1803 en 1813 speelde Nicolas Mengin een belangrijke rol voor de Antwerpse haven. Zo werkte de Fransman aan het rechttrekken van de Scheldekaaien, ontwierp hij scheepswerven op het Zuid én maakte hij bouwtekeningen voor de eerste droogdokken.
De stadsingenieur Albert Himler was niet de enige fan van de Franse ingenieur. Vanuit Versailles kwam ook de Franse Pierre Mengin naar Antwerpen voor de feestelijke onthulling die door de havenschepen baron Leo Delwaide, eind augustus 2006 aan het brugwachtershuisje, aan de Nassaubrug, een gedenkplaat voor de hoofdingenieur van Napoleon Bonaparte inhuldigde.
"Nicolas Mengin was mijn over-overgrootvader", vertelde Pierre Mengin trots.
"In de archieven van Parijs heb ik onderzoek gedaan naar zijn realisaties.
Zo werd in 1810 de Bonapartesluis tussen het Bonapartedok en de Schelde ingewijd.
Door die sluis konden fregatten met 120 kanonnen. De grootste oorlogsschepen in die tijd."
Tweehonderd jaar geleden werd bij de start van de bouw van de dokken ook een kistje met een oorkonde én gouden en zilveren munten in de muren verwerkt. Al is dat tot heden nooit teruggevonden.